# کارولین (نیویورک)
کارولین (به انگلیسی: Caroline) یک منطقهٔ مسکونی در ایالات متحده آمریکا است که در شهرستان تامپکینز، نیویورک واقع شده‌است. کارولین ۱۴۲٫۱۷ کیلومتر مربع مساحت و ۳٬۲۸۲ نفر جمعیت دارد و ۵۰۱ متر بالاتر از سطح دریا واقع شده‌است.